# 黒島研究所

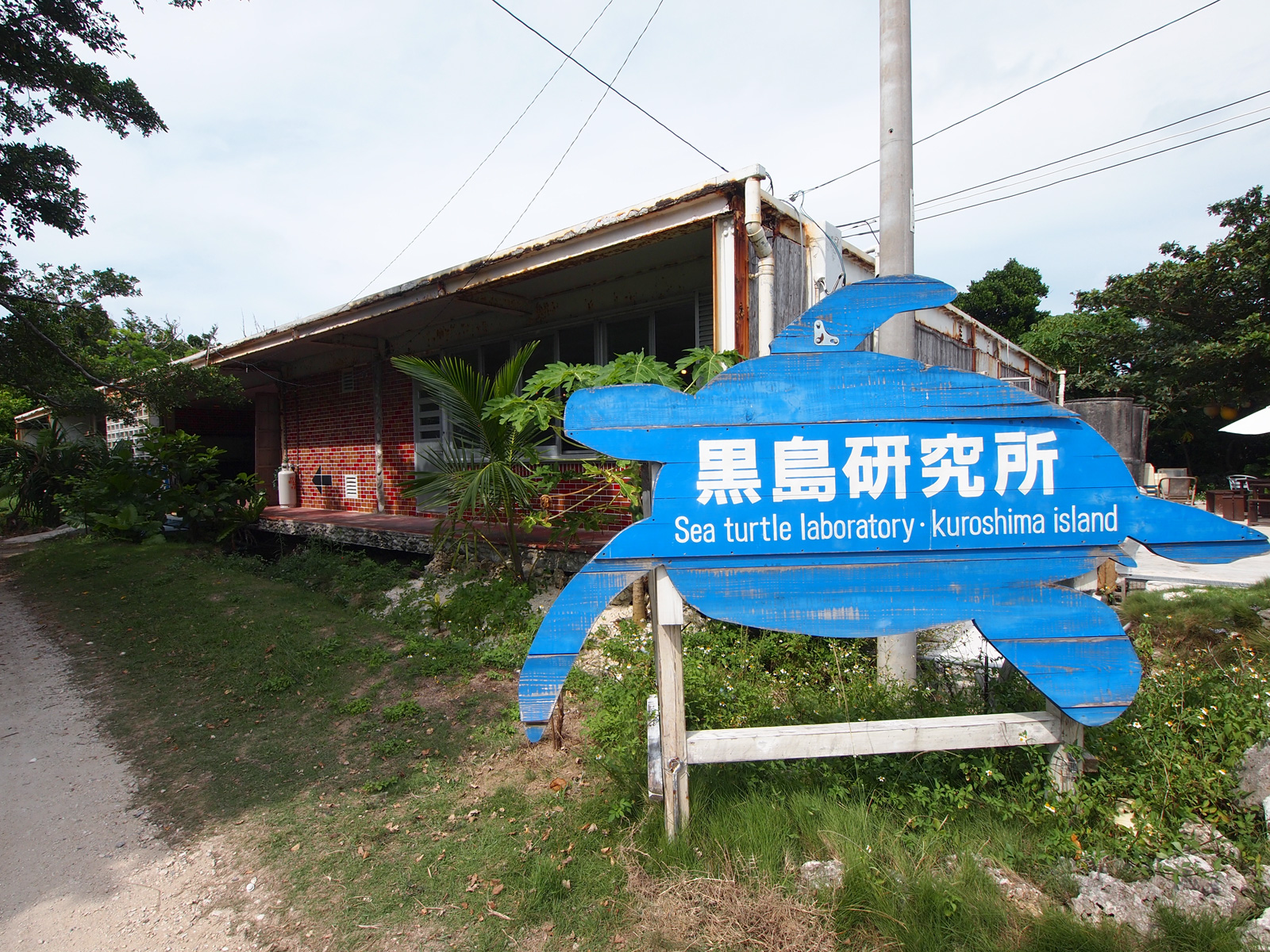
黒島研究所

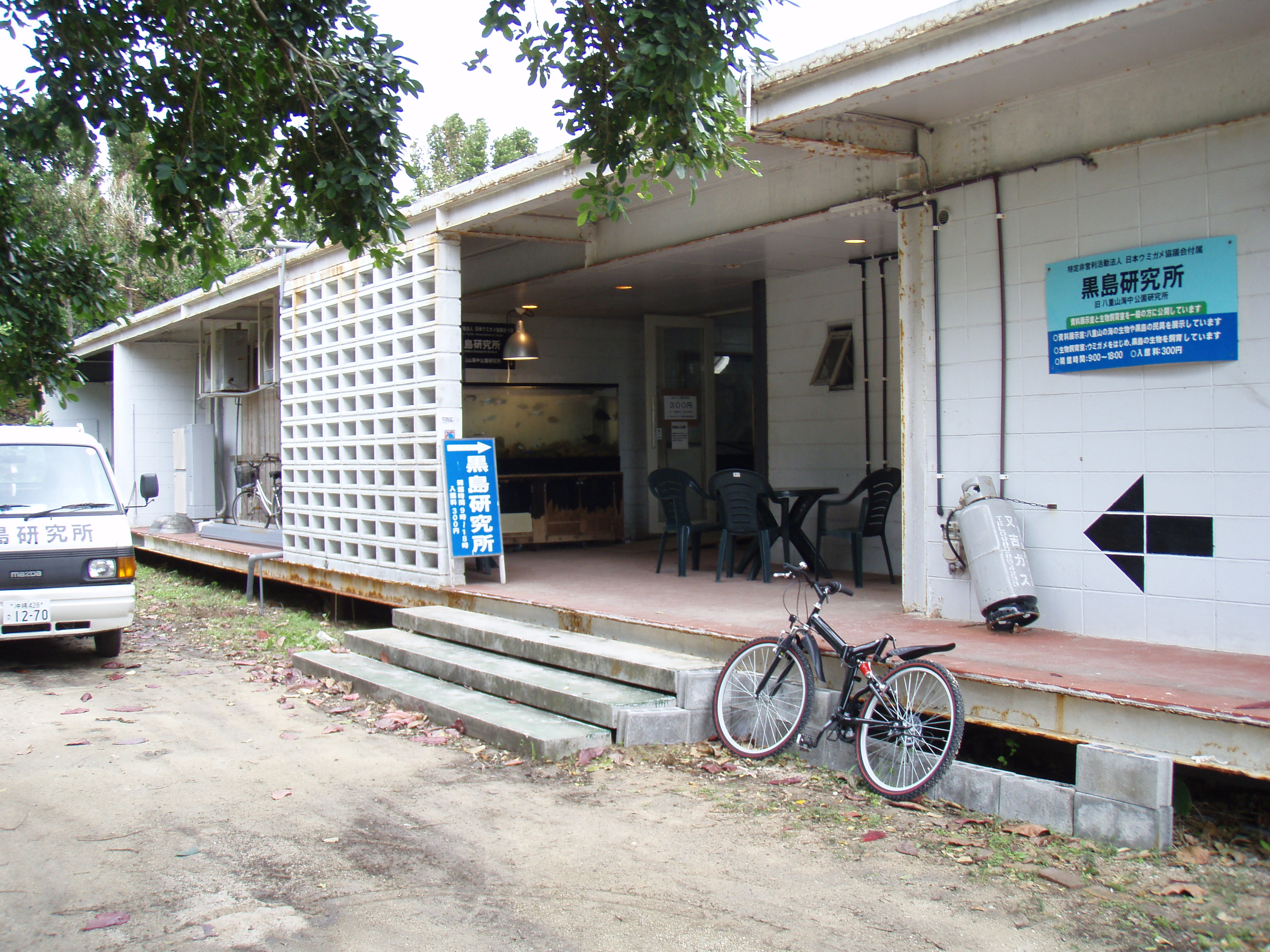
黒島研究所エントランス

黒島研究所（くろしまけんきゅうしょ）は、沖縄県八重山郡竹富町の黒島にある研究所である。特定非営利活動法人日本ウミガメ協議会により運営され、石西礁湖のウミガメ類やサンゴの研究等を行っている。

## 沿革
1973年に、財団法人海中公園センターの八重山海中公園研究所として、西表国立公園（現西表石垣国立公園）内の海中公園区域の管理と利用のために発足。その後、名古屋鉄道

の財政支援も受けながら約30年にわたり活動を続けた。2002年3月には海中公園センターの解散に伴い閉鎖が検討されたが、同年4月に特定非営利活動法人日本ウミガメ協議会の附属施設として運営が再開されている。2005年には、日本国内各地のウミガメ産卵地で毎年開催されている日本ウミガメ会議が、日本ウミガメ協議会及び黒島公民館の主催により、黒島で開催された。

### 年表
- 1973年 - 八重山海中公園研究所として開所。
- 1978年 - 八重山列島におけるウミガメ類の産卵状況調査を開始。
- 1983年 - 石西礁湖におけるオニヒトデ及びイシサンゴ類の分布調査を開始[注釈 2]。
- 1991年 - ウミガメの標識放流調査を開始。
- 2002年 - 運営が財団法人海中公園センターからNPO法人日本ウミガメ協議会に移行。
- 2004年 - 黒島研究所に改名。
- 2005年11月18日-20日 - 第16回日本ウミガメ会議（黒島会議）が黒島で開催される。
- 2010年2月5日-3月14日 - 沖縄県立博物館・美術館の企画展「造礁サンゴ―楽園をつくった偉大な建築家－」を共催[7]。
- 2017年 - 公益財団法人社会貢献支援財団より第49回社会貢献者表彰を受賞[8]。
- 2022年 - 近海郵船株式会社から調査船「AKARI」の寄贈を受ける[9]。

## 展示
入口の向かって左側に資料展示室、右側に生物飼育室が配されている。
資料展示室には、ウミガメや鳥類の剥製、サンゴや貝類の標本、漁労具等の民具、仲本海岸に漂着したH-IIAロケットの衛星フェアリング等が展示されている。また、資料展示室に隣接した屋外ではクジャクが飼育・展示されている。
生物飼育室では、ウミガメ（仔ガメや小型のカメ）、ウツボやミノカサゴ等のサンゴ礁の魚類、サキシマハブ、ヤシガニ等の八重山諸島で見られる生物が飼育・展示されている。さらに、飼育室先の屋外のプールでも大型のウミガメが飼育・展示されている。

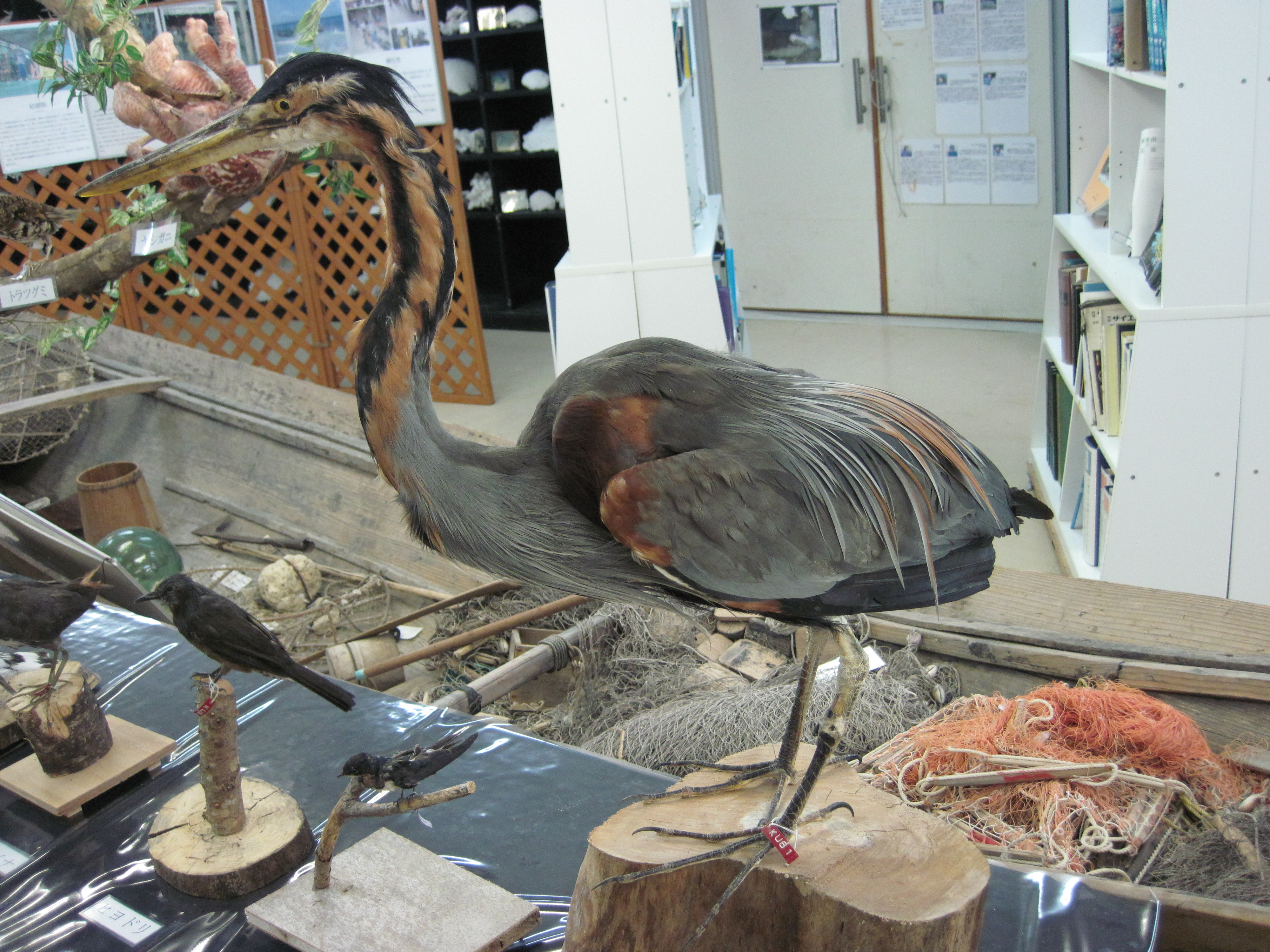
資料展示室
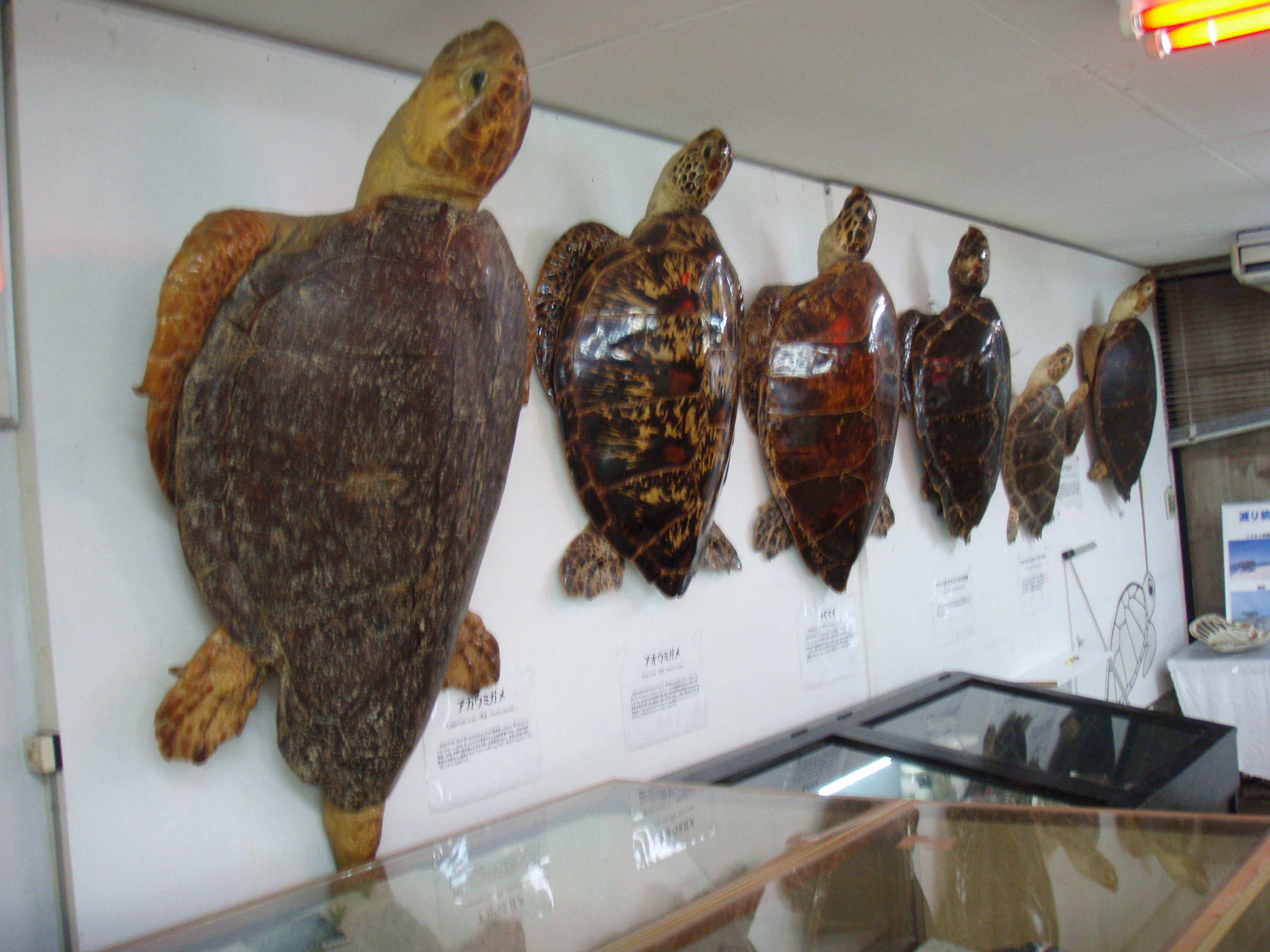
資料展示室 ウミガメの標本
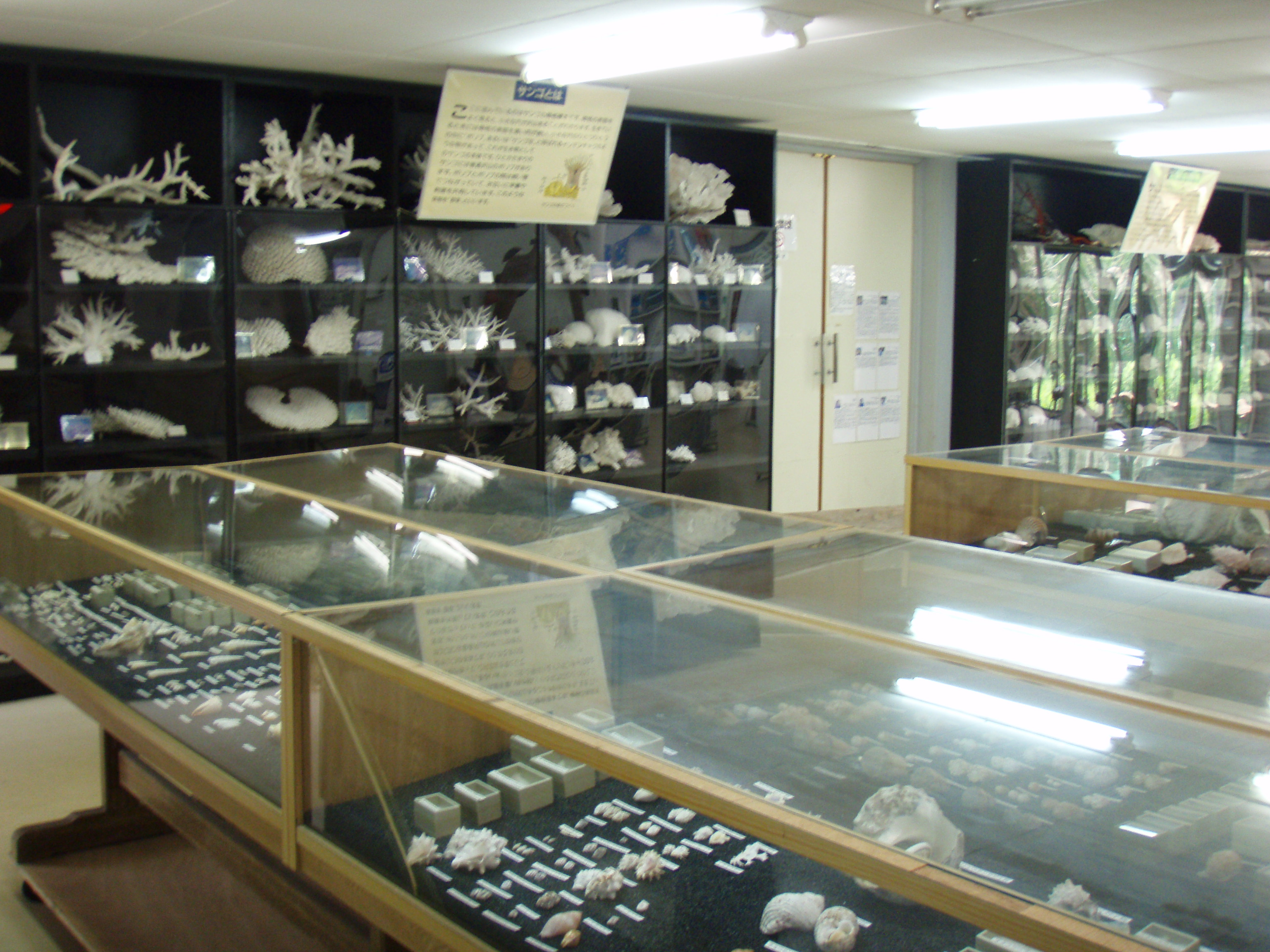
資料展示室 サンゴの標本
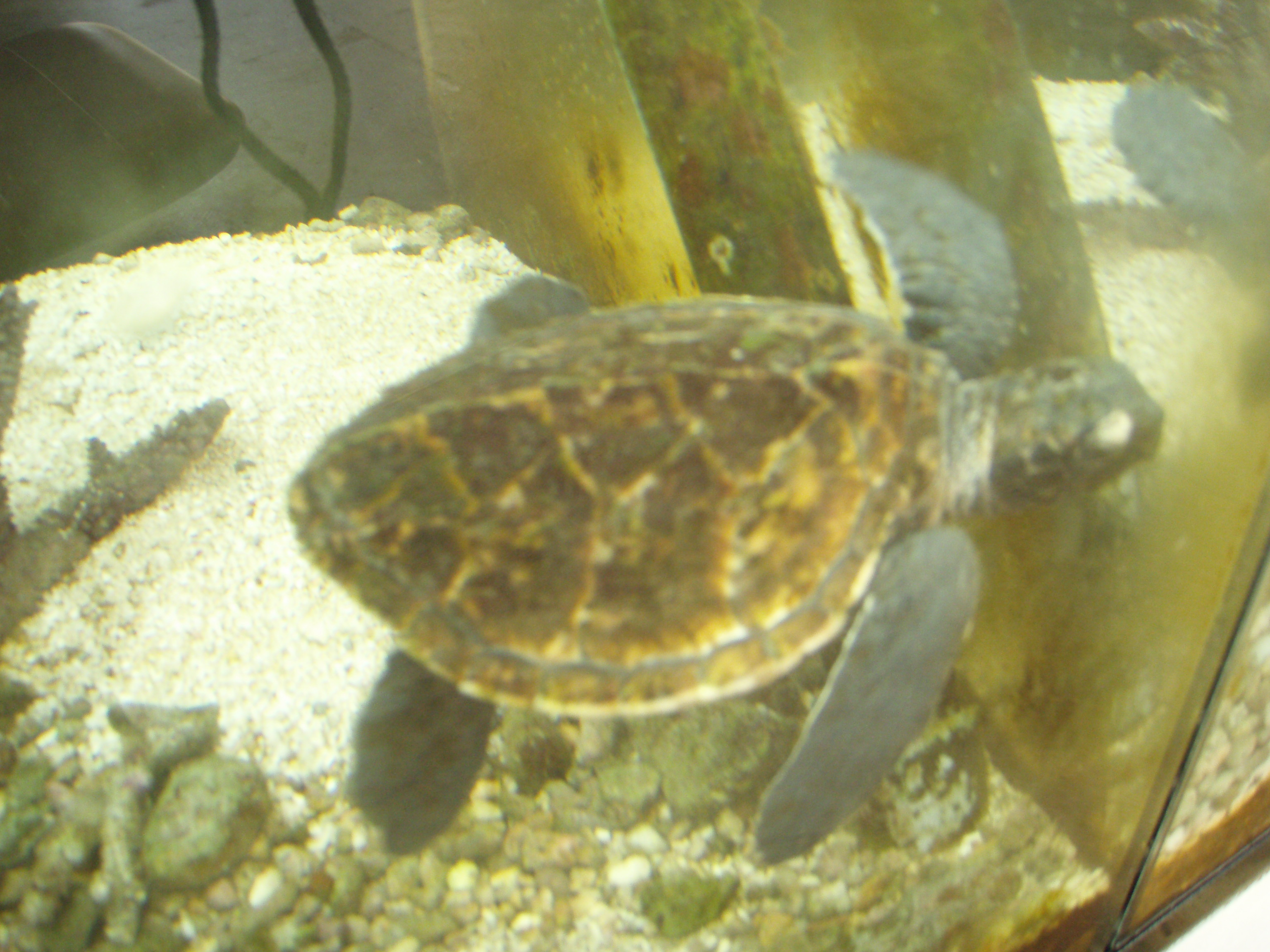
生物飼育室 タイマイの子ガメ
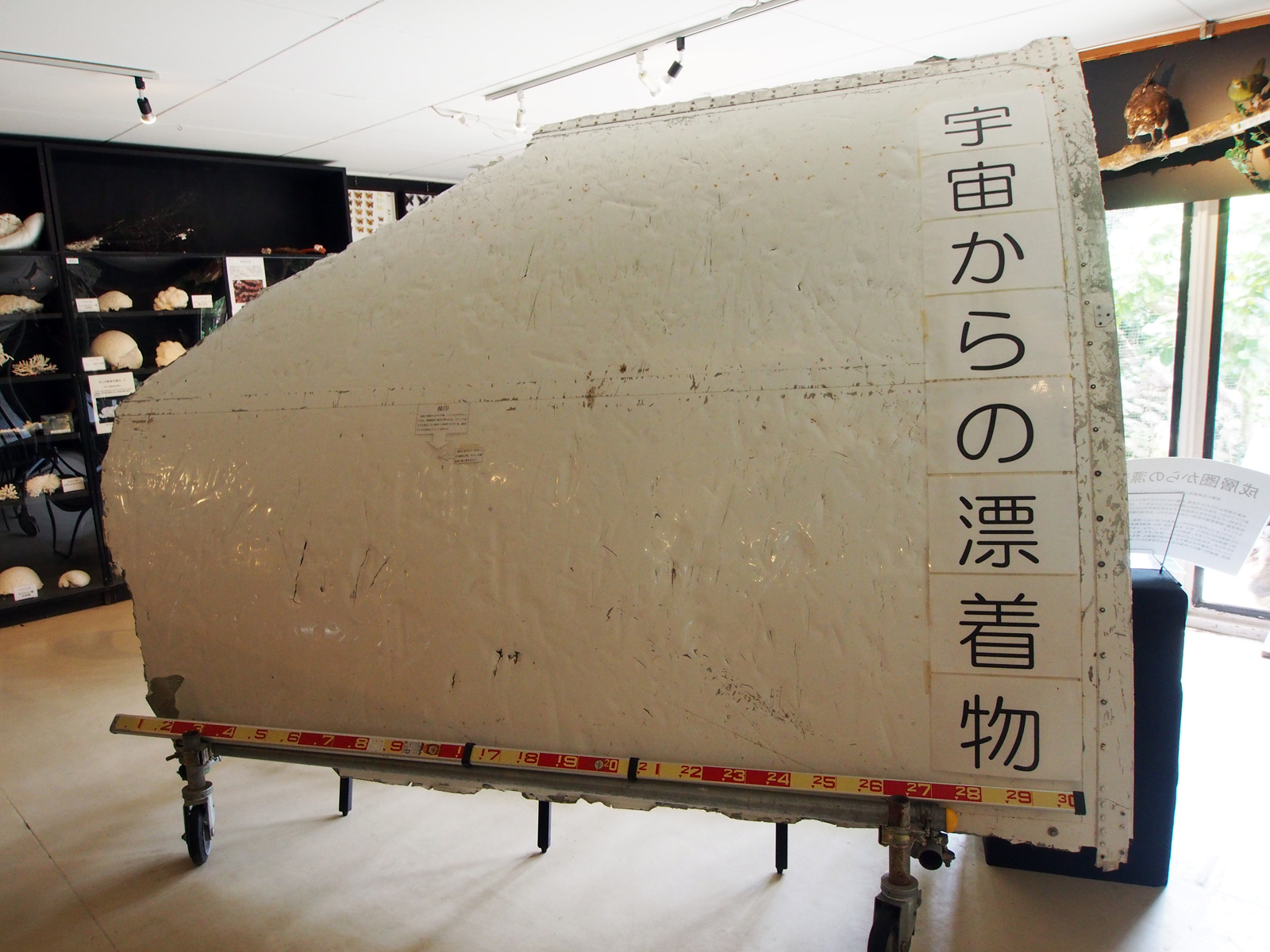
H-IIAロケット11号機の衛星フェアリング

## 所在地等
- 沖縄県八重山郡竹富町字黒島136番地
黒島港から約2km（徒歩30分、自転車15分）[12]。
- 開館時間：9時-18時（10月-3月は17時まで）・年中無休
- 入館料：500円[13]